# Dendrocyphella
Dendrocyphella är ett släkte av svampar. Dendrocyphella ingår i familjen Cyphellaceae, ordningen Agaricales, klassen Agaricomycetes, divisionen basidiesvampar och riket svampar.
|                | Cyphella                                |
|                |                                         |
|                | Cheimonophyllum                         |
|                |                                         |
|                | Campanophyllum                          |
|                |                                         |
|                | Incrustocalyptella                      |
|                |                                         |
|                | Cunninghammyces                         |
|                |                                         |
|                | Chondrostereum                          |
|                |                                         |
|                | Phaeoporotheleum                        |
|                |                                         |
|                | Asterocyphella                          |
|                |                                         |
|                | Granulobasidium                         |
|                |                                         |
|                | Gloeostereum                            |
|                |                                         |
| Dendrocyphella | \| \| Dendrocyphella setosa \| \| \| \| |
|                | \| \| Dendrocyphella setosa \| \| \| \| |
|                | Catilla                                 |
|                |                                         |
|                | Thujacorticium                          |
|                |                                         |
|                | Hyphoradulum                            |
|                |                                         |
|                | Sphaerobasidioscypha                    |
|                |                                         |
|                | Seticyphella                            |
|                |                                         |
|                | Gloeocorticium                          |
|                |                                         |
|                | Dendrocyphella setosa                   |
|                |                                         |

|  | Dendrocyphella setosa |
|  |                       |